# Liste der Baudenkmale in Wendeburg
In der Liste der Baudenkmale in Wendeburg sind die Baudenkmale der niedersächsischen Gemeinde Wendeburg und ihrer Ortsteile aufgelistet. Die Liste entspricht dem Stand vom 29. September 2021. Die Quelle der Baudenkmale ist der Denkmalatlas Niedersachsen.

## Allgemeines
In den Spalten befinden sich folgende Informationen:
- Lage: die Adresse des Baudenkmales und die geographischen Koordinaten. Kartenansicht, um Koordinaten zu setzen. In der Kartenansicht sind Baudenkmale ohne Koordinaten mit einem roten Marker dargestellt und können in der Karte gesetzt werden. Baudenkmale ohne Bild sind mit einem blauen Marker gekennzeichnet, Baudenkmale mit Bild mit einem grünen Marker.
- Bezeichnung: Bezeichnung des Baudenkmales
- Beschreibung: die Beschreibung des Baudenkmales. Unter § 3 Abs. 2 NDSchG werden Einzeldenkmale und unter § 3 Abs. 3 NDSchG Gruppen baulicher Anlagen und deren Bestandteile ausgewiesen.
- ID: die Objekt-ID des Baudenkmales
- Bild: ein Bild des Baudenkmales, ggf. zusätzlich mit einem Link zu weiteren Fotos des Baudenkmals im Medienarchiv Wikimedia Commons. Wenn man auf das Kamerasymbol klickt, können Fotos zu Baudenkmalen aus dieser Liste hochgeladen werden:

## Bortfeld

### Gruppe: Bauernhausmuseum Bortfeld
Die Gruppe hat die ID 44255746. Gruppe bestehend aus Bauernhaus, Brunnen, Wegereste und Freifläche, die Funde: Silberlöffel und Gniddelstein. Weitere Funde auf dem Gelände sichergestellt.

| Lage                                     | Bezeichnung               | Beschreibung | ID       | Bild |
| ---------------------------------------- | ------------------------- | --- | -------- | ---- |
| Katzhagen 6 52° 17′ 37″ N, 10° 24′ 20″ O | Wohn-/ Wirtschaftsgebäude | Eingeschossiges Niedersächsisches Zweiständerhaus mit liegenden Gefachen und Kammerfach auf niedrigem Feldsteinsockel unter reetgedecktem Walmdach, als Halbwalmdach im Osten, mit außermittigen Längseinfahrt errichtet. Im östlichen Teil Wirtschaftsbereich mit großer Diele und seitlich anschließenden Wirtschaftsräumen, die Däle flankierenden Kübbungen. Der Ostgiebel durch lange gebogene Diagonalstreben und Kopfbänder ausgesteift. Am Westende das nach Süden hin vorgezogene Kammerfach mit Wohnräumen. Innentüren mit Eselsrücken. | 31371823 | BW   |
| Katzhagen 6 52° 17′ 37″ N, 10° 24′ 20″ O | Wippbrunnen               | Reste einer Holzkonstruktion mit sich nach oben verjüngenden langen Balken (Wippe), in einem aufgegabelten Holzpfosten ruht. Brunnenring aus Sandstein mit Ziegelaufstockung. | 44166856 | BW   |
| Katzhagen 6 52° 17′ 38″ N, 10° 24′ 21″ O | Freifläche                | | 44167067 | BW   |

### Gruppe: Kirchhof
Die Gruppe hat die ID 31352526. Ortsbildprägender historischer Ortskern von Bortfeld mit im Kern romanischer Kirche und Kirchhof mit Ehrenmal sowie historischen Grabsteinen und altem Baumbestand.

| Lage                                      | Bezeichnung                        | Beschreibung | ID       | Bild           |
| ----------------------------------------- | ---------------------------------- | --- | -------- | -------------- |
| Lange Straße 52° 17′ 40″ N, 10° 24′ 16″ O | Sankt Georg zu Bortfeld            | Einschiffige Bruchsteinkirche unter nach Osten abgewalmten Satteldach mit im Westen annähernd quadratischem Kirchturm romanischen Ursprungs mit Biforien als Klangarkaden im obersten Turmgeschoss unter schiefergedeckten spitzem Helm. Hohe Bogenfenster, über südlichen Eingangsportal Ochsenauge. Sechs Joche des Innenraums mit Kreuzgratgewölbe überspannt, großer Rundbogen mit Kämpfer in Laibung verbindet Turm mit Kirchenschiff.                                              | 31371959 | Weitere Bilder |
| Lange Straße 52° 17′ 39″ N, 10° 24′ 16″ O | Sankt Georg zu Bortfeld (Kirchhof) | | 31371982 | BW             |
| Lange Straße 52° 17′ 39″ N, 10° 24′ 18″ O | Ehrenmal 1914/1818 und 1939/1945   | Pfeiler mit seitlichen Natursteintafeln, auf quadratischem Grundriss erstellter Natursteinblock, der sich nach oben hin leicht verjüngt, mit gesimsartigen Abdeckplatte mit abschließendem würfelförmigen Eisernen Kreuz. Gestaltung durch leicht hervortretende Natursteinplatten, Attribute wie Stahlhelm und Eichenlaub, Schwert und Eichenlaub sowie die Namen der Gefallenen und Vermissten. Vier Natursteinplatten jeweils doppelt mit mittigem Eisernen Kreuz und weiteren Namen. | 31372000 | BW             |

### Gruppe: Klint 5
Die Gruppe hat die ID 31352502. Ortstypische niederdeutsche Hofanlage mit Fachwerkbaugruppe des 18. bis Anfang des 19. Jh., Wohn-Wirtschaftsgebäude, Scheune sowie Toreinfahrt mit historischen Torpfeilern und Eisengittern.

| Lage                         | Bezeichnung               | Beschreibung | ID       | Bild |
| ---------------------------- | ------------------------- | --- | -------- | ---- |
| 52° 17′ 32″ N, 10° 24′ 20″ O | Wohn-/ Wirtschaftsgebäude | Vierständer-Hallenhaus auf niedrigem Sockel unter Halbwalmdach. Zweigeschossiger Wohnteil mit vorgeschobenem Kammerfach in Stockwerksbauweise, im Zwischenstück in Ständerbauweise mit altem Flett mit Lucht und kleiner Tür, der Wirtschaftsteil mit Längseinfahrt massiv ersetzt. Kammerfach im OG leicht auskragend mit profilierten Balkenköpfen und Schwellhölzern, OG mit Fußbändern. Geburtshaus des bekannten Malers Heinrich Brandes. | 31371862 | BW   |
| 52° 17′ 32″ N, 10° 24′ 21″ O | Scheune                   | Eingeschossiger Fachwerkbau in Ständerbauweise mit Kniestock unter Halbwalmdach mit zwei Einfahrten im Nordgiebel. Linke Tor um 1925 nachträglich eingebaut. | 31371879 | BW   |

### Gruppe: Klint 6
Die Gruppe hat die ID 31352514. Ortstypische niederdeutsche Hofanlage mit Fachwerkbaugruppe des 18. bis Anfang 19. Jh., Wohn-Wirtschaftsgebäude, Scheune sowie Toreinfahrt mit historischen Torpfeilern und Eisengittern.

| Lage                         | Bezeichnung               | Beschreibung | ID       | Bild |
| ---------------------------- | ------------------------- | --- | -------- | ---- |
| 52° 17′ 34″ N, 10° 24′ 19″ O | Wohn-/ Wirtschaftsgebäude | Fachwerkbau Anfang 19. Jh., Wirtschaftsteil im Osten aus rotem Backstein Anfang 20. Jh.s massiv ersetzt, auf Sandsteinsockel unter Krüppelwalmdach. | 31371896 | BW   |
| 52° 17′ 33″ N, 10° 24′ 21″ O | Scheune                   | Eingeschossiger giebelständiger Fachwerkbau als Dreiständerbau auf niedrigem Sandsteinsockel unter Halbwalmdach mit außermittiger Längsdurchfahrt. Teilweise Gefache mit historischer Lehmstakung, teilweise durch Ziegel ersetzt. Westtor mit einem Gefach Vorschauer und einem vorspringenden abgewalmten Vordach. | 31371913 | BW   |
| 52° 17′ 34″ N, 10° 24′ 21″ O | Hoftor                    | Einfahrt mit Torpfeilern aus Sandstein mit Blumenrosetten auf Rautenornamenten in hochrechteckigen Sandsteinfeldern und profilierten Aufsätzen sowie schmiedeeisernen Toren von 1877 (i). | 31371935 | BW   |

### Gruppe: Polterdamm 11
Die Gruppe hat die ID 31352539. Ortstypische Hofanlage mit Wohn-Wirtschaftsgebäude und Scheune des 18. Jh.

| Lage                        | Bezeichnung               | Beschreibung | ID       | Bild |
| --------------------------- | ------------------------- | --- | -------- | ---- |
| 52° 17′ 33″ N, 10° 24′ 7″ O | Wohn-/ Wirtschaftsgebäude | Zweigeschossiger Wohnteil in Stockwerkszimmerung im Nordosten und Wirtschaftsteil im Südwesten auf Sandsteinsockel unter Halbwalmdach mit Linkskrempern. Traufseitiger Dachüberstand an Südostseite mit überstehenden Deckenbalken und Knaggen. Rechte Seite des Wirtschaftsgiebels mit außermittiger zurückliegender Längseinfahrt massiv ersetzt und Fachwerk aufgemalt. | 31372083 | BW   |
| 52° 17′ 33″ N, 10° 24′ 6″ O | Scheune                   | Dreiständerbau mit außermittiger Längsdurchfahrt auf Sandsteinsockel unter Halbwalmdach mit Linkskrempern, Vorschauer am Nordgiebel über Nordostecke erweitert. | 31372106 | BW   |

### Einzelbaudenkmale
| Lage                                                             | Bezeichnung                                 | Beschreibung | ID       | Bild |
| ---------------------------------------------------------------- | ------------------------------------------- | --- | -------- | ---- |
| Bortfelder Straße 23 52° 17′ 39″ N, 10° 24′ 25″ O                | Dorfkrug                                    | Zweigeschossiger Fachwerkbau mit Wohnteil unter Krüppelwalmdach mit verputzten und geweißten Ausfachungen. Giebel mit renaissanceartigem Rollwerk auf den Füllhölzern zwischen den Ständern und Fußbändern. Schwellbalken mit Inschriften, darunter hölzerner Treppenfries. Im Süden quer zum Wohnteil gestellter eingeschossiger Wirtschaftsteil mit ausgemauerter, ebenfalls geweißter Ausfachung unter Satteldach mit roten Falzziegeln. Im Norden jüngere Anbauten. | 38735264 | BW   |
| Hohe Worth 2 52° 17′ 38″ N, 10° 24′ 10″ O                        | Wohn-/ Wirtschaftsgebäude                   | Niedersächsisches Vierständerhaus mit zweigeschossigem Wohnteil und Vorschauer, auf Sandsteinsockel unter Halbwalmdach mit Ziegeldeckung. Im Wirtschaftsteil teils gebogene Langstreben. Innere durch große Diele geprägt, historische Galerie mit zeittypischen Docken existiert nicht mehr. | 31371804 | BW   |
| Lange Straße 52° 17′ 40″ N, 10° 24′ 29″ O                        | Ehrenmal 1870/71                            | Sandsteinobelisk mit Reliefs mit Laubkranz, gekreuzten Schwertern, Eisernem Kreuz und Krone auf Postament mit stufenweisem Unterbau. Allseitige Inschriften im Postament mit Namenslisten der aus dem Orte stammenden und im Krieg gefallenen und vermissten Soldaten. | 31372021 | BW   |
| Lange Straße 20 52° 17′ 39″ N, 10° 24′ 19″ O                     | Giebeltrapez                                | Giebeltrapez des Wirtschaftsgiebels mit einer Reihe Brettfüllungen mit ornamentierten Brüstungsbohlen mit eingeschnitzten und farbig ausgemalten Bäumen, Kreisen, sowie Inschriftbalken. Unterstock massiv erneuert. | 31372041 | BW   |
| Nordwestlich der Ortslage Wendeburg 52° 18′ 26″ N, 10° 23′ 37″ O | Stichkanal Salzgitter                       | | 31373402 |      |
| Nordwestlich der Ortslage Wendeburg 52° 17′ 43″ N, 10° 23′ 42″ O | Straßenbrücke Zweigkanal Salzgitter, BW 481 | Balkenträgerbrücke mit Widerlager in Beton mit rauher, zum Teil scharrierter Oberfläche. Hauptträger als genietete Vollwandträger in Stahl, der Überbau mit Fahrbahnbelag in Kopfsteinpflaster erhalten. | 31373382 | BW   |
| Lange Horst 52° 18′ 27″ N, 10° 22′ 51″ O                         | Kanalbrücke                                 | | 31372990 | BW   |
| L 475 52° 18′ 32″ N, 10° 24′ 19″ O                               | Kanalbrücke                                 | Fachwerkträgerbrücke aus zwei genieteten Stahlfachwerk-Hauptträgern mit oberem abgestumpften Parabelgurt und unterem geraden Gurt, horizontale Verstrebung, auf zwei Auflagern (Landpfeilern) aus Stahlbeton gelegen. Zwischen Böschung und Betonpfeiler verläuft Kanaluferweg, mit einer Stahlbetondecke überspannt. | 31372970 |      |
| Twete 2 52° 17′ 33″ N, 10° 24′ 10″ O                             | Wohnhaus                                    | Traufständiges zweigeschossiges Wohnhaus mit leicht auskragendem Obergeschoss, mit Zierfachwerk auf hohem verputztem Sockel unter Walmdach mit dunkelgrauen Falzziegeln, 1903 erbaut. Ausfachung mit Rauputz und in Faschen gefasst. Mittelrisalit mit Zwerchhaus an Ostseite über verandaähnlichem Eingangsvorbau. | 31372143 | BW   |

## Harvesse
| Lage                                        | Bezeichnung                      | Beschreibung | ID       | Bild |
| ------------------------------------------- | -------------------------------- | --- | -------- | ---- |
| Zum Heestern 2 52° 20′ 42″ N, 10° 23′ 19″ O | Martin-Luther-Kirche             | Einschiffige Backsteinkirche in neo-romanischem Stil auf Sandsteinsockel unter Satteldach mit im Osten kleiner oktogonaler Apsis unter Zeltdach. Für den Sockel wurden die Steine der Vorgängerkirche wiederverwendet. Auf dem Satteldach am Westende des Kirchenschiffes ruht der Glockenturm mit Dachreiter aus offenem Fachwerk auf einem Ziegelsockel. Fassadengestaltung mit Ziersteinsetzungen als Fries im Traufenbereich und im Eingangsbereich. Im Türsturz aus Sandstein die Jahreszahl 1867. Die Fassaden sind durch Lisenen und die symmetrisch angeordneten hohen Rundbogenfenstern gegliedert, an den Längsfassaden mit in Stahlrahmen kleinteiliger rautenförmiger Unterteilung, in der Apsis mit Bleiverglasungen mit Glasmalerei. | 31372215 |      |
| Am Dorfplatz 6 52° 20′ 40″ N, 10° 23′ 16″ O | Toreinfahrt                      | Drei Betongußpfeilern mit barockisierenden Ornamentreliefs und profilierten Abdeckplatten sowie Prellsteinen und schmiedeeisernem Tür- und Torgitter. Repräsentative Zufahrt zum Wirtschaftshof. | 31372163 | BW   |
| Wenser Straße 52° 20′ 38″ N, 10° 23′ 22″ O  | Ehrenmal 1914/1818 und 1939/1945 | Auf breitgelagertem mehrstufigem Postament auf quadratischem Grundriss errichteter Werksteinblock der sich im oberen Drittel leicht verjüngt, stufenartig fortführt und mit würfelförmigem Eisernem Kreuz (1914–18) abschließt. Auf Steinblock Inschriften sowie Stahlhelm in Eichenlaubkranz. Zwei flankierende Steintafeln mit Inschriften in Gedenken an die Gefallenen des Zweiten Weltkrieges. Eingefriedet durch einen Holzlattenzaun zwischen verputzen Pfeilern auf hohem verputztem Sockel. | 31372236 | BW   |

## Meerdorf

### Gruppe: Kirchhof Sankt Martin Meerdorf
Die Gruppe hat die ID 31352478. Ortsbildprägender historischer Ortskern mit Kirche, Kirchhof samt älterem Baumbestand und Ehrenmal.

| Lage                                       | Bezeichnung  | Beschreibung | ID       | Bild |
| ------------------------------------------ | ------------ | --- | -------- | ---- |
| Opferstraße 6 52° 20′ 51″ N, 10° 19′ 10″ O | Sankt Martin | Einschiffige Bruchsteinkirche mit Ecken aus Werkstein mit gerade schließendem Chor auf niedrigem Sockel mit Kehle unter Satteldach und Westturm unter spitzem, schiefergedecktem Turmhelm. Im Kirchenschiff hohe Segmentbogenfenster mit Werksteingewänden. Tw. gotische Bauelemente bzw. Fragmente in Fassaden erhalten. Ehemaliges Eingangsportal mit Werksteineinrahmung im Ostgiebel mit zugemauerter Tür und hohem Oberlicht mit Bleiverglasung, Haupteingang durch Westturm. | 31372354 |      |
| Opferstraße 6 52° 20′ 52″ N, 10° 19′ 8″ O  | Kirchhof     | | 31372377 | BW   |
| Opferstraße 6 52° 20′ 51″ N, 10° 19′ 10″ O | Ehrenmal     | Auf quadratischem Grundriss, sich nach oben verjüngender Pfeiler auf breitem Stufenunterbau. Im Pfeilerkorpus im unteren Bereich leicht hervortretende Inschrifttafeln mit Dreiecksbekrönung, pyramidenförmigem Aufsatz mit vollplastischem Eisernen Kreuz als Bekrönung. Einige Bereiche der Oberflächen mit einer Art Stippputz versehen. | 31372354 |      |

### Einzelbaudenkmale
| Lage                                             | Bezeichnung               | Beschreibung | ID       | Bild |
| ------------------------------------------------ | ------------------------- | --- | -------- | ---- |
| Am Pfarrhaus 3 52° 20′ 51″ N, 10° 19′ 19″ O      | Pfarrhaus                 | Zweigeschossiges giebelständiges Fachwerkgebäude in Stockwerksbauweise mit geputzten Gefachen auf Sandsteinsockel unter Halbwalmdach mit Ziegeldeckung. Symmetrische Fassadengliederung mit Giebeldreieck auf südlicher Traufseite über mittigem Eingangsbereich sowie an nördlicher Fassade. Westgiebel mit senkrechter Holzverschalung. 1837/1838 errichtet.          | 31372258 | BW   |
| Opferstraße 5 52° 20′ 49″ N, 10° 19′ 12″ O       | Wohn-/ Wirtschaftsgebäude | Zweigeschossiges Fachwerkgebäude in Vierständerbauweise in Stockwerkszimmerung auf Sandsteinsockel unter Satteldach mit Krempziegeldeckung, über dem Wirtschaftsteil mit Längseinfahrt abgewalmt. Am westlichen Giebeltrapez Wellfaserzementplattenverkleidung, östlich mit Ziegeln. Aussteifung mit Dreiviertelstreben.                                                | 31372318 | BW   |
| Woltorfer Straße 25 52° 20′ 39″ N, 10° 18′ 59″ O | Wohn-/ Wirtschaftsgebäude | Zweigeschossiges Fachwerkgebäude in Stockwerkszimmerung und roter Backsteinausfachung auf Sandsteinsockel unter Halbwalmdach mit Krempziegeldeckung. In Westfassade Hauseingang mit kleinem Torbogen und Quereinfahrt hinter großem Torbogen mit Torbalkeninschrift im Wirtschaftsteil. Nördlicher Teil der Hoffassade sowie Giebeltrapeze mit Krempziegeln verkleidet. | 31372395 | BW   |

## Neubrück
| Lage                                     | Bezeichnung       | Beschreibung                                                                 | ID       | Bild |
| ---------------------------------------- | ----------------- | ---------------------------------------------------------------------------- | -------- | ---- |
| Neue Reihe 5 52° 22′ 14″ N, 10° 25′ 3″ O | Brunneneinfassung | Offener Brunnen mit quadratischer Brunnenfassung aus vier Natursteinplatten. | 31372414 | BW   |

## Rüper
| Lage                                           | Bezeichnung      | Beschreibung | ID       | Bild |
| ---------------------------------------------- | ---------------- | --- | -------- | ---- |
| Meerdorfer Straße 52° 20′ 50″ N, 10° 21′ 17″ O | Jerusalem-Kirche | Einschiffige Backsteinkirche in neuromanisch-gotischem Stil auf kreuzförmigem Grundriss unter Satteldach, über geradem Chorabschluss abgewalmt, mit Ziegeldeckung. Asymmetrischer Grundriss durch ungleich lange Querschiffarme und Position des Kirchturms an Südwestecke. Übergiebeltes Portal auf Südseite, Ziersteinsetzungen aus Formziegeln als Bogen- und Kreuzbogenfriese an Dachkanten und Ortgängen, als Fensterrosen, Fensterlaibungen und am Eingang des Säulenportals. Auf quadratischem Grundriss errichtete Backsteinturm mit pyramidenförmigem Turmhelm ist mit Kupferplatten eingedeckt. | 31372487 |      |

## Sophiental
| Lage                                        | Bezeichnung         | Beschreibung | ID       | Bild           |
| ------------------------------------------- | ------------------- | --- | -------- | -------------- |
| Holzmark 11 52° 18′ 34″ N, 10° 20′ 56″ O    | Kirche Sankt Martin | Einschiffige im neugotischen Stil errichtete Backsteinkirche auf hohem Sockel aus Kalksteinquadern unter Satteldach, über Chor abgewalmt. Grundriss bildet ein lateinisches Kreuz mit verkürzten Seitenarmen. Mit vier Strebepfeilern versehener Chor im Nordwesten und beidseits eingerücktem quadratischem Turm im Südwesten mit spitzem Turmhelm. Fassade mit hohen Spitzbogenfenstern, durch Formziegel-Gewände betont. Bänder aus glasierten Ziegeln verbinden die Kämpferpunkte der großen Fenster und rahmen die Spitzbögen. An der Traufe verläuft ein aus Formziegeln gebildeter Spitzbogenfries. Hauptportal auf der Westseite mit darüber liegenden schmalen Spitzbogenfenstern. | 31372508 | Weitere Bilder |
| Holzmark 1 52° 18′ 41″ N, 10° 21′ 8″ O      | Wasserpumpe         | Holzpumpe mit Pumpenschaft aus ausgehöhltem Eichenstamm mit achteckigem Querschnitt auf quadratischem Holzsockel über dem Brunnen, mit profilierter Kopfplatte und aufgesetzter Kugel. Schwengel mit kugelförmigem Griff und Wasserauslaufrohr mit Mundstück in Form eines Tierkopfes sind aus Metall. | 31372529 | BW             |
| Sophienplatz 3 52° 18′ 42″ N, 10° 21′ 12″ O | Wohnhaus            | ehemaliges Oberforstamt | 31372529 |                |

## Wendeburg

### Gruppe: Kirchhof Wendeburg
Die Gruppe hat die ID 31352432. Ortsbildprägende Gruppe mit Pfarrkirche, Kirchhof mit altem Baumbestand, Grabsteinen und zwei Ehrenmalen.

| Lage                                               | Bezeichnung                                          | Beschreibung | ID       | Bild |
| -------------------------------------------------- | ---------------------------------------------------- | --- | -------- | ---- |
| Braunschweiger Straße 52° 19′ 38″ N, 10° 23′ 41″ O | Marienkirche                                         | Einschiffige Bruchsteinkirche mit bündig anschließendem quadratischem Westturm mit niedriger Vorhalle, die Ecken mit Werksteinen gefasst, unter Satteldach mit Schieferdeckung von Turm, Vorhalle und Sakristei und Ziegeldeckung des Kirchenschiffes. An den Längsfassaden hohe Segmentbogenfenster, teilweise Reste gotischer Fenster- und Türgewände.                                                                                | 31372730 |      |
| Braunschweiger Straße 52° 19′ 38″ N, 10° 23′ 44″ O | Kirchhof                                             | | 31372753 | BW   |
| Braunschweiger Straße 52° 19′ 38″ N, 10° 23′ 42″ O | Ehrenmal 1914/18 und 1939/45                         | Ehrenmal für die Gefallenen beider Weltkriege mit Gedenkstein (1914–1918) und davor im Kreis angeordneten liegenden abgeschrägten Steinblöcken. Gedenkstein als Werksteinpfeiler auf quadratischem Grundriss auf niedrigem abgestuftem Sockel. Corups in Form von Säulen abgerundeten Ecken und mittigen Inschrifttafeln, sowie blockartigen pyramidenförmigen Abschluss mit Stahlhelm und Eisernem Kreuz zwischen Eichenlaubgirlanden. | 31372794 | BW   |
| Braunschweiger Straße 52° 19′ 37″ N, 10° 23′ 42″ O | Ehrenmal für den Deutsch-Französischen Krieg 1870/71 | Obelisk auf stufenartigem Sockel. Obelisk selber ebenfalls stufenartig sich nach oben verjüngend mit Inschriften und Eichenlaubkränzen im mittleren Schaft sowie weiteren Inschriften mit Namen der Kriegsteilnehmer, pyramidenförmiger Abschluss des Gedenksteins. | 31372771 | BW   |

### Gruppe: Pfarrhof
Die Gruppe hat die ID 31352432. Pfarrhof mit Pfarrhaus mit Anbau und Gemeindehaus.

| Lage                                                          | Bezeichnung  | Beschreibung | ID       | Bild |
| ------------------------------------------------------------- | ------------ | --- | -------- | ---- |
| Schulstraße 9, 38176 Wendeburg 52° 19′ 35″ N, 10° 23′ 36″ O   | Pfarrhaus    | Zweigeschossiger traufständiger von der Straße zurückliegender Fachwerkbau in Stockwerksbauweise auf einem Werksteinsockel unter Halbwalmdach mit Ziegeldeckung. Die Nordwestecke ist unterkellert. Fachwerkfassaden mit weiß gestrichenen Gefachen, beide Giebelfassaden mit Ziegelbehang. Symmetrisch gegliederte Fassade mit mittiger Hauseingangstür und Dreiviertelstreben zur diagonalen Aussteifung. Kleiner eingeschossiger massiver Anbau am Westgiebel unter Satteldach. | 40516162 |      |
| Schulstraße 9 a, 38176 Wendeburg 52° 19′ 35″ N, 10° 23′ 35″ O | Gemeindehaus | Zweigeschossiger giebelständiger Fachwerkbau in Stockwerksbauweise auf einem Werksteinsockel unter Halbwalmdach mit Ziegeldeckung und Schleppgaube. Der straßenseitige Südgiebel mit Backsteinausfachung in figuriertem Verband, ansonsten verputzte Gefache, an der Westseite geschlossene Fassade mit hohen Fenstern im Bereich des Gemeindesaals. | 40515709 | BW   |

### Einzelbaudenkmale
| Lage                                                 | Bezeichnung               | Beschreibung | ID       | Bild |
| ---------------------------------------------------- | ------------------------- | --- | -------- | ---- |
| Braunschweiger Straße 9 52° 19′ 32″ N, 10° 23′ 41″ O | Wohnhaus                  | Zweigeschossiges Fachwerkhaus in Stockwerkszimmerung auf Sandsteinsockel unter Halbwalmdach. Westliche Erdgeschossgiebelseite massiv ersetzt. | 31372879 | BW   |
| Braunschweiger Straße 9 52° 19′ 33″ N, 10° 23′ 41″ O | Tor                       | Toreinfahrt aus zwei gequaderten Sandsteinpfeilern mit gesimsartigen auskragenden Aufsätzen, Prellsteinen und Holzlattenzaun- bzw. Einfahrtstor. | 31373479 | BW   |
| Im Kirchwinkel 2 52° 19′ 36″ N, 10° 23′ 44″ O        | Wohnhaus                  | Zweigeschossiges in Stockwerksbauweise errichteter Fachwerkbau auf Werksteinsockel unter Halbwalmdach mit Krempziegeldeckung. Fachwerkwände durch Schwelle-Ständer-Streben ausgesteift. An südlicher Traufenseite außermittiger Hauseingang. In erster Hälfte 19. Jh. erbaut. | 31373420 | BW   |
| Peiner Straße 17 52° 19′ 36″ N, 10° 23′ 21″ O        | Tor                       | Toreinfahrt aus zwei Torpfeilern mit quadratischem Grundriss, klassizistische Anmutung mit Kanneluren, Friesband im Kapitellbereich und flach geneigten Zeltdachaufsätzen. | 31373169 | BW   |
| Schulstraße 2 52° 19′ 33″ N, 10° 23′ 33″ O           | Alte Schule               | Auf T-förmigem Grundriss errichtetes Fachwerkgebäude mit einem zweigeschossigen Lehrerwohnhaus in Stockwerksbauweise auf Werksteinsockel unter Satteldach im Norden und dem eingeschossigen Schulgebäude unter Satteldach im Süden. Nordflügel mit symmetrisch angeordneter Fassade, fachwerksichtig mit rost-rot gestrichenen Gefachen und zwei historischen Hauseingangstüren in der Nordfassade, Schulgebäude mit Krempziegeln komplett verkleidet. Baujahr: 1869 | 31373250 | BW   |
| Specken 6 52° 19′ 30″ N, 10° 23′ 32″ O               | Wohn-/ Wirtschaftsgebäude | Eingeschossiges Zweiständerhallenhaus mit beidseitiger Kübbung auf Ziegelsockel unter Halbwalmdach über dem zweigeschossig ausgebautem Wohnteil mit massiv ersetzter Fassade und Dreiviertelwalm und gekreuzten Windbrettern mit Pfederköpfen über dem Wirtschaftsgiebel, dieser als schräger Rundwalm über der zurückliegenden seitlichen Längseinfahrt. Baujahr: 1681                                                                                              | 31373306 | BW   |

## Wendezelle

### Einzelbaudenkmale
| Lage                                                  | Bezeichnung                  | Beschreibung | ID       | Bild |
| ----------------------------------------------------- | ---------------------------- | --- | -------- | ---- |
| Bahnhofstraße 52° 19′ 25″ N, 10° 23′ 45″ O            | Friedhof Wendezelle          | | 31372691 | BW   |
| Bahnhofstraße 52° 19′ 24″ N, 10° 23′ 46″ O            | Ehrenmal 1914/18 und 1939/45 | Ehrenmal für die Gefallenen beider Weltkriege, Gedenkstein mit dahinter halbkreisförmig angeordneten sechs Namenstafeln. Gedenkstein als Werksteinpfeiler auf quadratischem Grundriss mit leicht zurückgesetzter Inschrifttafel, blockartiger abgerundeter Steinaufsatz (1914–1918) mit Eisernem Kreuz mit Kranz.    | 31372709 | BW   |
| Braunschweiger Straße 42 52° 19′ 19″ N, 10° 23′ 44″ O | Einfriedung                  | Grundstückseinfriedung mit Toreinfahrt aus drei gestalteten Betongußpfeilern mit schmiedeeisernem Einfahrtstor und Zaun, am Südende als rote Backsteinmauer mit zwei Feldern aus Pfeilervorlagen und Ziersteinbändern.                                                                                               | 31372916 | BW   |
| Neue Straße 52° 19′ 15″ N, 10° 23′ 43″ O              | Denkmal 1870/71              | Obeliskartige Säule aus Sandstein. Auf mehrstufigen Sockel errichteter Sandsteinblock mit Inschriften, darüber gesimsartiges Mittelstück mit aufgesetztem Obelisk mit Eisernem Kreuz in Eichenlaubzweigen und Lorbeerkranz, abgeschlossen mit flachem Zeltdach. Schmiedeeiserne Einfriedung. Denkmal 1907 errichtet. | 31371768 | BW   |
| Wendezeller Ring 8 52° 19′ 19″ N, 10° 23′ 37″ O       | Toreinfahrt                  | Zwei profilierte Torpfeiler mit auskragender Abdeckplatte mit Kugel und Prellsteinen sowie schmiedeeisernen Torflügeln mittig spitz in die Höhe laufend mit Volutenornamentik, Zierspitzen und Emblemen mit Pferdeköpfen. Baujahr etwa 1900.                                                                         | 31373325 | BW   |

## Zweidorf

### Gruppe: Mühlenstraße 40
Die Gruppe hat die ID 31352590. Im Westen von Zweidorf auf der Nordseite der Straße gelegene 1934 (i) errichtete große Dreiseithofanlage mit Wohnhaus und Wirtschaftsgebäuden aus Fachwerk.

| Lage                                         | Bezeichnung  | Beschreibung | ID       | Bild |
| -------------------------------------------- | ------------ | --- | -------- | ---- |
| Mühlenstraße 40 52° 19′ 41″ N, 10° 22′ 22″ O | Wohnhaus     | Zweigeschossiges unterkellertes traufständiges Fachwerkwohnhaus auf hohem Sockel unter Halbwalmdach. Ober- und DG kragen leicht vor und zeigen Reihung von Fußbändern in den Brüstungsfeldern. Klar symmetrisch gegliederte Fassaden mit überwiegend doppelt angeordneten hohen Fenstern sowie Diagonalvertrebungen an Gebäudeecken. Hauseingang mittig hofseitig. Westgiebel in OGs mit vertikaler Holzverschalung. Tw. bauzeitliche Ausstattungselemente wie Treppe oder Zimmertüren erhalten. | 31373047 | BW   |
| Mühlenstraße 40 52° 19′ 42″ N, 10° 22′ 22″ O | Nebengebäude | Fachwerkanbau mit eingeschossigen Stall in Fachwerk mit Zwerchhaus auf Südseite, mit hohen angebauten Halbwalmdach, am Westgiebel mit Eulenlochnachbildung und gekreuzten Pferdeköpfen, Giebeltrapez mit Holzverschalung. Im Norden ehemaliges Stallgebäude. | 44331285 | BW   |

### Einzelbaudenkmale
| Lage                                          | Bezeichnung                  | Beschreibung | ID          | Bild |
| --------------------------------------------- | ---------------------------- | --- | ----------- | ---- |
| Am Brink 52° 19′ 34″ N, 10° 22′ 31″ O         | Ehrenmal 1914/18 und 1939/45 | Ehrenmalanlage bestehend aus einem mittig platzierten Gedenkstein mit Namenstafeln für die Gefallenen des Ersten Weltkrieges, dahinter eine halbkreisförmig angelegte Kalksteinmauer mit den eingemeißelten Namen der Gefallenen des Zweiten Weltkrieges. Gedenkstein als vollplastisches Eisernes Kreuz mit senkrechtem Schwert auf Stahlhelm in Eichenlaub auf einem hohen Sockel. Eingefriedet ist die Anlage durch einen auf einem niedrigen Bruchsteinsockel errichteten Lattenzaun, mit Bruchsteinpfeilern an den Ecken und an der Eingangspforte im Osten.                                    | 31372656    | BW   |
| Am Brink 1 52° 19′ 32″ N, 10° 22′ 30″ O       | Pfeiler                      | Zwei Einfahrtspfeiler aus Sandstein. Der linke (1762 (i)) mit flachem rechteckigen Pfeilergrundriss und bündig anschließenden Prellstein, Pfeilerquader mit Einkerbungen und daraus herausgearbeitetem kreisförmigen Kopfstück mit bündiger Vor- und Rückseite. Der rechte (1847(i)) entsprechend jedoch mit unterschiedlicher Oberflächenbehandlung und Einkerbungen abgerundet. | 31372638    | BW   |
| Mühlenstraße 4 52° 19′ 36″ N, 10° 23′ 1″ O    | Einfriedung                  | Einfriedung mit schmiedeeisernen Zaun und Toreinfahrt aus drei historischen Betonpfeilern mit zweiflügeligen Torgitter und Eingangstor. Quadergegliederte Torpfeiler mit Zeltdachaufsatz, schmiedeeiserne Elemente mit Diagonalverstrebungen, Zierspitzen und schlichter Ornamentik. | 31373008    | BW   |
| Mühlenstraße 35 52° 19′ 38″ N, 10° 22′ 31″ O  | Wohn-/ Wirtschaftsgebäude    | Hallenhaus in Vierständerbauweise errichtet. Im Wohnteil zweigeschossig in Stockwerksbauweise mit teilweise neuem Betonsockel, mit vorkragendem OG und leicht gebogenen Diagonalstreben, mit Ziegeln verkleideter Giebel unter Krüppelwalmdach. Der Wirtschaftsteil auf Findlingssockel in Ständerbauweise mit tw. leicht gebogenen Streben errichtet, mit Eckvorschauer und freier Stütze auf Werksteinsockel unter Halbwalmdach. Südanbau am Wirtschaftsteil als eingeschossiger Fachwerkbau auf neuem Betonsockel unter Satteldach mit Taubenschlag im Dach.                                      | ID:31373027 | BW   |
| Mühlenstraße 41 52° 19′ 41″ N, 10° 22′ 30″ O  | Toranlage                    | Toreinfahrt mit drei Betonpfeilern und einem schmiedeeisernen Einfahrts- und Eingangstor. Betonpfeiler mit ornamentartigen Reliefs mit kapitellartiger Abdeckplatte und Radabstandshaltern. Reich verzierte schmiedeeiserne Elemente mit Voluten, floralem Zierwerk und Emblemen. | 31371727    |      |
| Mühlenstraße 53 52° 19′ 38″ N, 10° 22′ 13″ O  | Holländerwindmühle           | Erdholländerwindmühle mit eingeschossigem oktogonalem Unterbau in Ziegelmauerwerk mit Ecklisenen, mit schmaler Laderampe und Eingangstür auf der Nordseite. Die beiden Obergeschosse bestehen aus einer Fachwerkkonstruktion mit Krempziegelbehang, Haube zwiebelförmig mit Pappdeckung und Segelgatterflügel | 31371748    |      |
| Peiner Straße 82 52° 19′ 30″ N, 10° 22′ 27″ O | Wohn-/ Wirtschaftsgebäude    | Wohnwirtschaftsgebäude als Querdielenhaus erbaut, im Wohnteil zweigeschossig in Stockwerksbauweise mit roter Ziegelausfachung, teils verputzt, auf Natursteinsockel unter Krüppelwalmdach, im Wirtschaftsteil eingeschossig mit Quereinfahrt an der südlichen Traufseite. Der Westgiebel ist im Erdgeschoss massiv ersetzt, die Giebeltrapeze sind mit Krempziegeln behängt. | 31373190    | BW   |
| Rodekamp 16 52° 19′ 29″ N, 10° 23′ 0″ O       | Wohn-/ Wirtschaftsgebäude    | Vierständerhallenhaus auf Findlings- bzw. Ziegelsockel unter Walmdach im Südwesten und Halbwalmdach im Nordosten mit Faserzementplatten. Im Wohnteil zweigeschossig in Stockwerksbauweise mit leicht vorgezogenem Kammerfach, der Südgiebel und die Osttraufseite im Erdgeschoss massiv in gelben Backsteinen ersetzt, die Fensterlaibungen mit roten Ziegeln eingefasst. Der Wirtschaftsteil im Norden in Ständerbauweise mit Längseinfahrt, mit Eckvorschauer und freistehender Holzstütze mit zusätzlicher Kübbung an der westlichen Traufseite. Das Giebeltrapez mit Holzschalung. Baujahr 1710. | 31373212    | BW   |
| Rodekamp 16 52° 19′ 30″ N, 10° 23′ 0″ O       | Pappelallee                  | | 31373560    | BW   |
| Rüperweg 2 52° 19′ 42″ N, 10° 22′ 36″ O       | Brunnenfassung               | Viereckiger Brunnen, der aus Natursteinplatten zusammengesetzt wurde, die auf großen Natursteinquadern stehen. | 31373232    | BW   |